# Lyng-ker-dem
Lyng-ker-dem és una serralada muntanyosa de Meghalaya, una de les branques de les muntanyes Khasi i muntanyes Jaintia. El cim més elevat està situat a uns 1.550 metres sobre el nivell de la mar.